# Musca gabonensis
Musca gabonensis är en tvåvingeart som beskrevs av Macquart 1855. Musca gabonensis ingår i släktet Musca och familjen husflugor. Inga underarter finns listade i Catalogue of Life.